# Rio Aujon
O rio Aujon é um rio localizado na França. É afluente do rio Aube.
Entre as comunas que atravessa encontram-se:
- Haute-Marne: Perrogney-les-Fontaines, Auberive, Rochetaillée, Vauxbons, Saint-Loup-sur-Aujon, Giey-sur-Aujon, Arc-en-Barrois, Cour-l'Évêque, Coupray, Châteauvillain, Pont-la-Ville, Orges, Cirfontaines-en-Azois, Aizanville, Maranville, Rennepont
- Aube: Longchamp-sur-Aujon